# The 20/20 Experience
The 20/20 Experience (také The 20/20 Experience – 1 of 2) je třetí studiové album amerického zpěváka Justina Timberlakea. Album bylo nahráno u RCA Records a vydáno 18. března 2013. Jedná se o první část dvojdílného projektu, která byla v září 2013 doplněna albem The 20/20 Experience – 2 of 2. V lednu 2014 bylo album oceněno dvěma cenami Grammy.

## O albu
Své poslední studiové album Timberlake vydal v roce 2006 (FutureSex/LoveSounds), toto album roku 2007 doplnil světovou tour. Poté na čas přerušil svou hudební kariéru, aby se mohl věnovat herectví. V červnu 2012 se však k hudbě vrátil, když začal spolupracovat se svým oblíbeným producentem Timbalandem.
Album bylo nahráno během dvaceti dnů mezi květnem a červencem 2012. Tak rychlé tempo bylo nutné, jelikož měl Timberlake nasmlouvané natáčení filmu Hra na hraně. Projekt byl přísně utajen a střežen, dokonce dostal kódové označení. Původně měl být vydán v říjnu 2012, ale byl odložen z důvodu svatby Timberlakea s Jessicou Biel.

### Singly
První singl "Suit & Tie" (ft. Jay-Z) byl zveřejněn v lednu 2013. Umístil se na 3. příčce v americkém žebříčku Billboard Hot 100 a například na 34. příčce v českém žebříčku IFPI. V USA se ho prodalo okolo 2,6 milionů kusů, a tím obdrželo certifikaci 2x platinový singl. V Kanadě se stal platinovým.
Druhý singl "Mirrors" byl vydán v únoru 2013. Obsadil 2. pozici v Billboard Hot 100 a například 14. pozici v českém žebříčku. V USA se ho prodalo 2,2 milionu kusů, a také se stal 2x platinovým. Navíc platinovým v Kanadě a ve Spojeném království.
Třetí singl "Tunnel Vision", vydaný v červnu 2013, v USA nezabodoval, ale vcelku dobře se mu dařilo v Evropě, především v anglofonních zemích.

## Po vydání
Alba, s vcelku pozitivními kritikami, se v první týden prodeje v USA prodalo 968 000 kusů. Tím album obsadilo první příčku v Billboard 200, na které se udrželo tři týdny. První příčku obsadilo i v Austrálii, Kanadě či ve Spojeném království. V Česku se vyšplhalo na 6. příčku. V dubnu 2013 bylo album v USA asociací RIAA certifikováno jako 2x platinová deska za prodej přes dva miliony kusů. Do prosince 2013 se v USA prodalo 2 427 000 kusů, tím se stalo nejprodávanějším albem roku 2013. Ve Spojeném království se prodalo přes 300 000 kusů, v Kanadě přes 80 000 kusů a například v Německu přes 100 000 kusů.
Na 56. předávání hudebních cen Grammy, konaném v lednu 2014, bylo album oceněno dvěma cenami, a to za nejlepší R&B píseň ("Pusher Love Girl") a nejlepší videoklip ("Suit & Tie").

## Seznam skladeb
| Pořadí         | Název                  | Hudba                                             | Délka |
| -------------- | ---------------------- | ------------------------------------------------- | ----- |
| 1.             | Pusher Love Girl       | Timberlake, Timbaland, Harmon                     | 8:02  |
| 2.             | Suit & Tie (ft. Jay-Z) | Timberlake, Timbaland, Harmon                     | 5:27  |
| 3.             | Don't Hold the Wall    | Timberlake, Timbaland, Harmon                     | 7:10  |
| 4.             | Strawberry Bubblegum   | Timberlake, Timbaland, Harmon                     | 7:59  |
| 5.             | Tunnel Vision          | Timberlake, Timbaland, Harmon                     | 6:47  |
| 6.             | Spaceship Coupe        | Timberlake, Timbaland, Harmon                     | 7:16  |
| 7.             | That Girl              | Timberlake, Timbaland, Harmon, The Tennessee Kids | 4:47  |
| 8.             | Let the Groove Get In  | Timberlake, Timbaland, Harmon                     | 7:11  |
| 9.             | Mirrors                | Timberlake, Timbaland, Harmon                     | 8:05  |
| 10.            | Blue Ocean Floor       | Timberlake, Timbaland, Harmon                     | 7:22  |
| Celková délka: | Celková délka:         | Celková délka:                                    | 70:07 |

| Deluxe Edition | Deluxe Edition | Deluxe Edition       | Deluxe Edition |
| Pořadí         | Název          | Hudba                | Délka          |
| -------------- | -------------- | -------------------- | -------------- |
| 11.            | Dress On       | Rob Knox, Timberlake | 4:39           |
| 12.            | Body Count     | Rob Knox, Timberlake | 4:42           |
| Celková délka: | Celková délka: | Celková délka:       | 79:28          |

## Mezinárodní žebříčky
| Země                     | Umístění |
| ------------------------ | -------- |
| Austrálie                | 1        |
| Česko                    | 6        |
| Kanada                   | 1        |
| Německo                  | 1        |
| Nizozemí                 | 2        |
| Nový Zéland              | 1        |
| Rusko                    | 1        |
| Švýcarsko                | 1        |
| UK Albums Chart          | 1        |
| US Billboard 200         | 1        |
| US Billboard R&B/Hip-Hop | 1        |